# Юрген Курб'юн
Юрген Курб'юн (нім. Jürgen Kurbjuhn, 26 липня 1940, Тільзит — 15 березня 2014, Букстегуде) — західнонімецький футболіст, що грав на позиції захисника.
Виступав за «Гамбург», а також національну збірну ФРН, у складі якої був учасником чемпіонату світу.

## Клубна кар'єра
Народився в місті Тільзит, який після Другої світової війни перейшов до складу СРСР і родина Юргена переїхала у Букстегуде, де Курб'юн займатись футболом в однойменному клубі. 
У дорослому футболі дебютував 1960 року виступами за команду клубу «Гамбург», кольори якої і захищав протягом усієї своєї кар'єри гравця, що тривала тринадцять років. Тренер Гюнтер Мальманн відразу став використовувати Курб'юна як лівого захисника, який міг підключитися в атаку і забити гол. Апогеєм стали ігри Кубка європейських чемпіонів 1960/61, де німці пройшли «Янг Бойз» і англійський «Бернлі» і лише в півфіналі в матчі-переграванні проти «Барселони» клуб програв 0:1 і не потрапив у фінал. 
Курб'юн з першого сезону був основним гравцем команди, яка спочатку грала у Оберлізі Північ, одному із вищих дивізіонів країни, де тричі поспіль ставала переможцем, а в 1963 році, здолавши у фіналі з рахунком 3:0 «Боруссію» (Дортмунд), клуб разом з Курб'юном виграв Кубок ФРН. 
Того ж року була створена єдина загальнонаціональна Бундесліга, в якій Юрген до сезону 1971/72 зіграв 242 гри і забив при цьому 10 м'ячів.  Найбільшим успіхом для нього за цей час стало досягнення фіналу Кубка володарів кубка в 1968 році. Фінальну гру «Гамбург» програв «Мілану» (0:2). Останній матч у чемпіонаті ФРН Курб'юн провів 30 жовтня 1971 року. Матч завершився розгромною поразкою «Гамбурга» з рахунку 1:4 від «Баварії» з Мюнхена. Тренером «Гамбурга» був тоді Клаус-Дітер Охс.

## Виступи за збірну
20 вересня 1961 року Курб'юн був запрошений в молодіжну збірну ФРН до 23 років, за яку провів 2 зустрічі проти Данії та Польщі. Потім був виклик від тренера національної збірної Зеппа Гербергера. 
11 квітня 1962 року дебютував в офіційних матчах у складі національної збірної ФРН в останньому домашньому товариському матчі перед чемпіонатом світу проти Уругваю. Разом з Карлом-Гайнцем Шнеллінгером він утворив надійну пару в обороні, і матч завершився впевненим розгромом уругвайців 3:0. Курб'юн був викликаний і на сам чемпіонат світу 1962 року у Чилі, проте на поле так і не вийшов. 
4 травня 1966 року провів свій останній матч за збірну в грі проти Ірландії (4:0) в Дубліні. Протягом кар'єри у національній команді, яка тривала 5 років, провів у формі головної команди країни 5 матчів.

## Подальше життя
Після закінчення футбольної кар'єри Курб'юн працював в банківській сфері агентом з продажу нерухомості, потім заснував власне страхове агентство. Час від часу Юрген обирався до міської Ради в його рідному місті.
Помер 15 березня 2014 року на 74-му році життя у місті Букстегуде.

## Титули і досягнення
- Володар Кубка ФРН (1):

«Гамбург»: 1963